# Ллойд, Дорис
Хесси Дорис Ллойд (англ. Hessy Doris Lloyd, 3 июля 1896 — 21 мая 1968) — американская актриса.

## Биография
Родилась в Ливерпуле, где в 1914 году начала свою актёрскую карьеру в труппе местного театра. Год спустя Ллойд отправилась в США в гости к сестре, и в итоге осталась там навсегда. С 1916 по 1925 год актриса много играла в бродвейских постановках, в том числе в знаменитых «Безумствах Зигфелда».
В 1925 году она дебютировала на большом экране, появившись в дальнейшие годы более чем в сотне кинокартин. Среди её киноработ такие ленты как «Дизраэли» (1929), «Этюд в багровых тонах» (1933), «Мария Шотландская» (1936), «Я из Миссури» (1939), «Письмо» (1940), «Три незнакомца» (1946), «Малышка Бесс» (1953), «Машина времени» (1960), «Звуки музыки» (1965). В 1951 году Ллойд озвучивала Розу в мультипликационном фильме студии «Disney» «Алиса в Стране чудес».
Дорис Ллойд умерла в 1968 году в возрасте 71 года, и была похоронена на кладбище Форест-Лаун в Глендейле.

## Избранная фильмография
| Год  |   | Русское название       | Оригинальное название     | Роль                 |
| ---- | - | ---------------------- | ------------------------- | -------------------- |
| 1920 | ф | —                      | The Shadow Between        | Мэриан Уэст          |
| 1929 | ф | Дизраэли               | Disraeli                  | миссис Трейверс      |
| 1932 | ф | Прощай, оружие!        | A Farewell to Arms        | медсестра            |
| 1933 | ф | Этюд в багровых тонах  | A Study in Scarlet        | миссис Мерфи         |
| 1935 | ф | Бекки Шарп             | Becky Sharp               | графиня Ричмонд      |
| 1936 | ф | Мария Шотландская      | Mary of Scotland          | жена рыбака          |
| 1940 | ф | Письмо                 | The Letter                | миссис Купер         |
| 1942 | ф | Призрак Франкенштейна  | The Ghost of Frankenstein | Марта                |
| 1943 | ф | Миссия в Москву        | Mission to Moscow         | миссис Черчилль      |
| 1944 | ф | Жилец                  | The Lodger                | Дженни               |
| 1945 | ф | Меня зовут Джулия Росс | My Name Is Julia Ross     | миссис Мэки          |
| 1946 | ф | Три незнакомца         | Three Strangers           | миссис Проктор       |
| 1946 | ф | Каждому своё           | To Each His Own           | мисс Прингл          |
| 1953 | ф | Малышка Бесс           | Young Bess                | мать Джек            |
| 1960 | ф | Машина времени         | The Time Machine          | миссис Уотчетт       |
| 1965 | ф | Звуки музыки           | The Sound of Music        | баронесса Эбберфельд |
| 1967 | ф | Рози!                  | Rosie!                    | Седалия              |